# فرانك بوتس
فرانك بوتس (بالإنجليزية: Frank Potts)‏ هو مدير فني أمريكي، ولد في 15 يناير 1903، وتوفي في 28 مايو 1990.

## وصلات خارجية
- فرانك بوتس على موقع قاعة كولورادو للمشاهير الرياضية (الإنجليزية)